# (7933) Magritte
(7933) Magritte ist ein Asteroid des inneren Hauptgürtels, der am 3. April 1989 vom belgischen Astronomen Eric Walter Elst am La-Silla-Observatorium der Europäischen Südsternwarte (IAU-Code 809) in Chile entdeckt wurde. Sichtungen des Asteroiden hatte es schon vorher im Oktober 1976 unter der vorläufigen Bezeichnung 1976 UJ6 am Kiso-Observatorium (IAU-Code 381) gegeben.
Der Himmelskörper gehört der Vesta-Familie an, einer großen Gruppe von Asteroiden, benannt nach (4) Vesta, dem zweitgrößten Asteroiden und drittgrößten Himmelskörper des Hauptgürtels.
(7933) Magritte wurde am 11. Februar 1998 nach dem belgischen Maler des Surrealismus René Magritte (1898–1967) benannt, der zu den wichtigsten Vertretern des belgischen Surrealismus zählt.